# Alejandro Strático
Alejandro Strático (17 de marzo de 1961) es un deportista argentino que compitió en judo.
Ganó una medalla de bronce en los Juegos Panamericanos de 1983 y una medalla de bronce en el Campeonato Panamericano de Judo de 1978. Participó en los Juegos Olímpicos de Los Ángeles 1984, donde finalizó decimoctavo en la categoría de –86 kg.

## Palmarés internacional
| Juegos Panamericanos    | Juegos Panamericanos     | Juegos Panamericanos | Juegos Panamericanos |
| Año                     | Lugar                    | Medalla              | Categoría            |
| ----------------------- | ------------------------ | -------------------- | -------------------- |
| 1983                    | Caracas (Venezuela)      | Medalla de bronce    | –86 kg               |
| Campeonato Panamericano |                          |                      |                      |
| Año                     | Lugar                    | Medalla              | Categoría            |
| 1978                    | Buenos Aires (Argentina) | Medalla de bronce    | –86 kg               |